# Řád ázerbájdžánské vlajky
Řád ázerbájdžánské vlajky (ázerbájdžánsky Azərbaycan Bayrağı Ordeni) je státní vyznamenání Ázerbájdžánské republiky založené dne 6. prosince 1993. Udílen je prezidentem republiky občanům Ázerbájdžánu i cizím státním příslušníkům za vytrvalou, nezištnou službu vedoucí k obnovení nezávislosti Ázerbájdžánu a za významné činy při obraně celistvosti území státu a za další služby republice.

## Historie a pravidla udílení
Dne 10. listopadu 1992 přijalo Národní shromáždění Ázerbájdžánu výnos prezidenta Abulfazem Elčibejem č. 370 O vydávání řádů a medailí Ázerbájdžánské republiky. K jeho založení došlo dekretem prezidenta Hejdara Alijeva č. 756, který byl ratifikován Národním shromážděním Ázerbájdážnu dne 6. prosince 1993. Řád je udílen občanům republiky i cizím státním příslušníkům za dlouhodobý přínos k obnovení nezávislosti Ázerbájdžánu, za speciální zásluhy o sociální a politický rozvoj, za vynikající přínos k rozvoji vojenství a vylepšování vojenské výzbroje a výstroje, za mimořádné činy při obraně územní celistvosti republiky, za vynikající službu státu a za obranu státní hranice a vynikající vojenskou službu. Řád byl dne 6. února 1998 reformován vyhláškou č. 429-IQD. Opětovně byl status řádu změněn vyhláškou č. 723-IVQD ze dne 30. září 2013.

## Insignie
Řádový odznak je tvořen dvěma vrstvami stříbrných pozlacených plátků tvořících osmicípou hvězdu. Uprostřed hvězdy je kulatý medailon s barevně smaltovanou ázerbájdžánskou vlajkou. Zadní strana je leštěná s vyrytým sériovým číslem řádu a s vyrytými slovy Azərbaycan Bayrağı.
Stuha z hedvábného moaré je široká 27 mm. Stuha je bílé barvy s okraji lemovanými třemi úzkými pruhy v barvách modré, červené a zelené, které tak odpovídají barvám státní vlajky.

Řád se nosí na stuze nalevo na hrudi. V přítomnosti dalších ázerbájdžánských řádů se nosí za Řádem šáha Ismá‘íla.

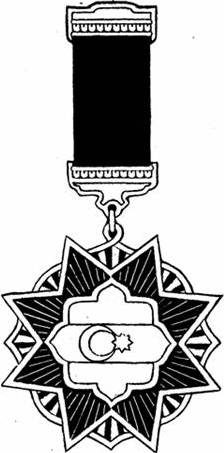
1993
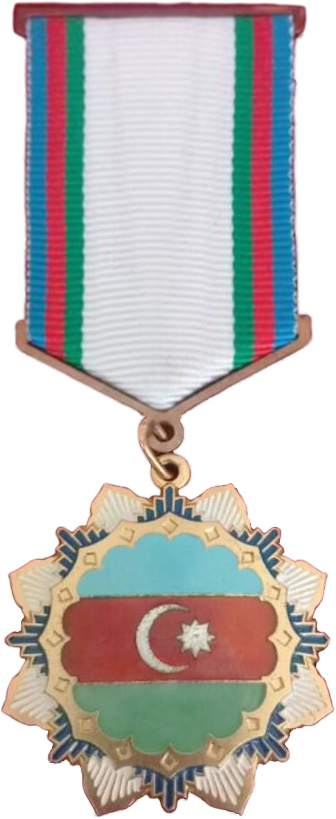
1993–2009

## Významní nositelé
Mezi nositele vyznamenání patří ázerbájdžánský ministr pro mimořádné události Kamaladdin Hejdarov, ázerbájdžánský politik gruzínského původu Zakir Garalov, bývalý ázerbájdžánský ministr vnitra Ramil Usubov, bývalý ázerbájdžánský ministr národní bezpečnosti Eldar Mahmudov či velitel ázerbájdžánského námořnictva Šahin Sultanov.